# Niclas Engelin
Niclas Engelin (født 27. december 1972) er en svensk guitarist og sangskriver i industrial metal-bandet Engel fra Göteborg, Sverige. Han var med til at danne bandet i 2002, og spiller sammen med guitaristen Marcus Sunesson, sangeren Magnus "Mangan" Klavborn, bassisten Mikael Håkansson og trommeslageren Daniel "Mojjo" Moilanen.
Engelin har tidligere spillet i bandet Passenger, Gardenian og Saracazm. Han har også spillet med In Flames, men valgte at forlade dem igen i 1998. 

## Diskografi
- Sarcazm – Breath, Shit, Excist... 1993 (Deathside Records)
- Gardenian – Two Feet Stand 1997 (Listenable Records)
- Gardenian – Soulburner 1999 (Nuclear Blast)
- Gardenian – Sindustries 2000 (Nuclear Blast)
- Engel – Absolute Design 2007 (Steamhammer/SPV)